# سالت اسپرینگز (فلوریدا)
سالت اسپرینگز (به انگلیسی: Salt Springs) یک منطقهٔ مسکونی در ایالات متحده آمریکا است که در فلوریدا واقع شده‌است.